# Paridotea rubra
Paridotea rubra är en kräftdjursart som beskrevs av Barnard 1914. Paridotea rubra ingår i släktet Paridotea och familjen tånglöss. Inga underarter finns listade i Catalogue of Life.